# Knock (Ostfriesland)

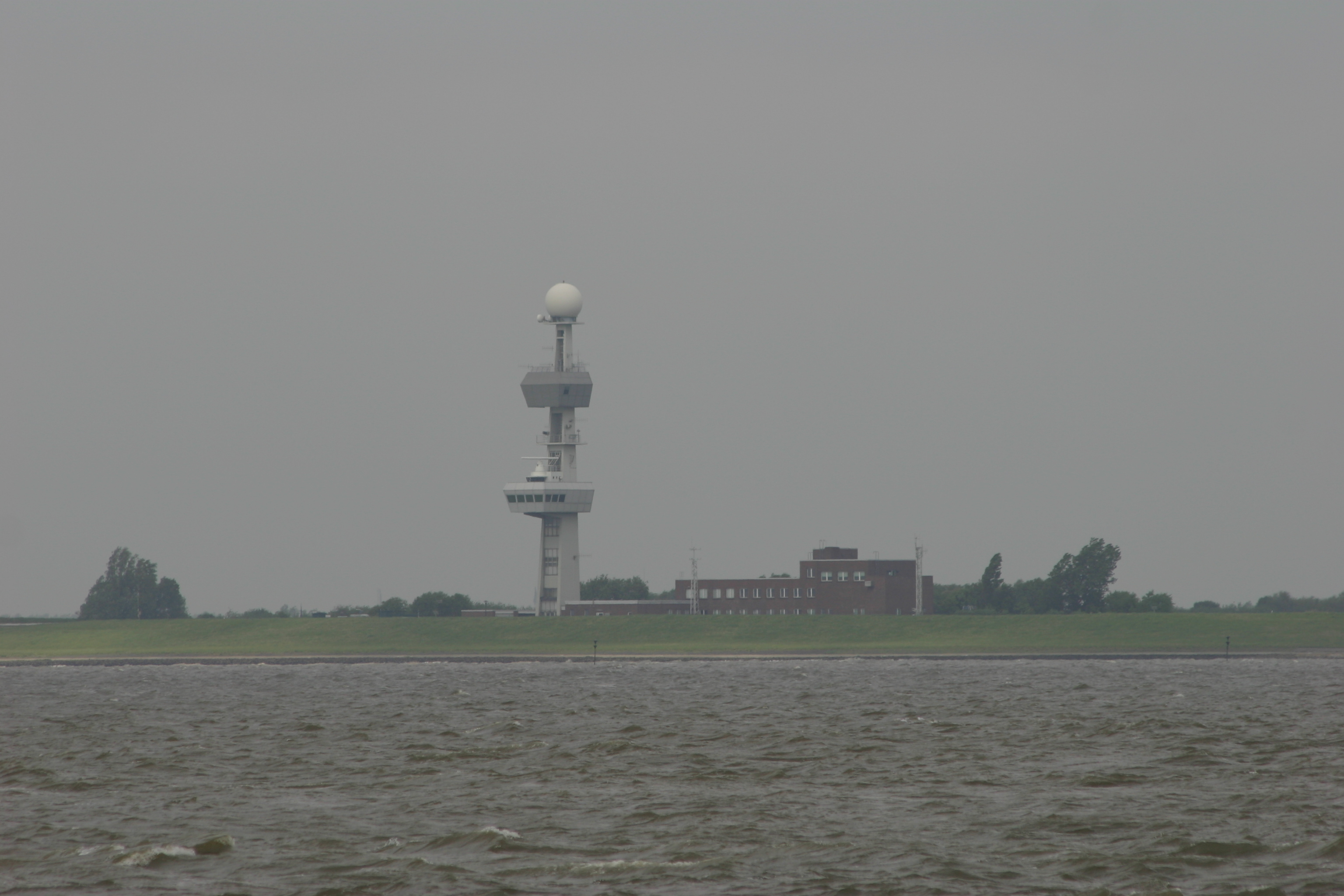
Verkehrszentrale Ems des Wasser- und Schifffahrtsamtes Emden

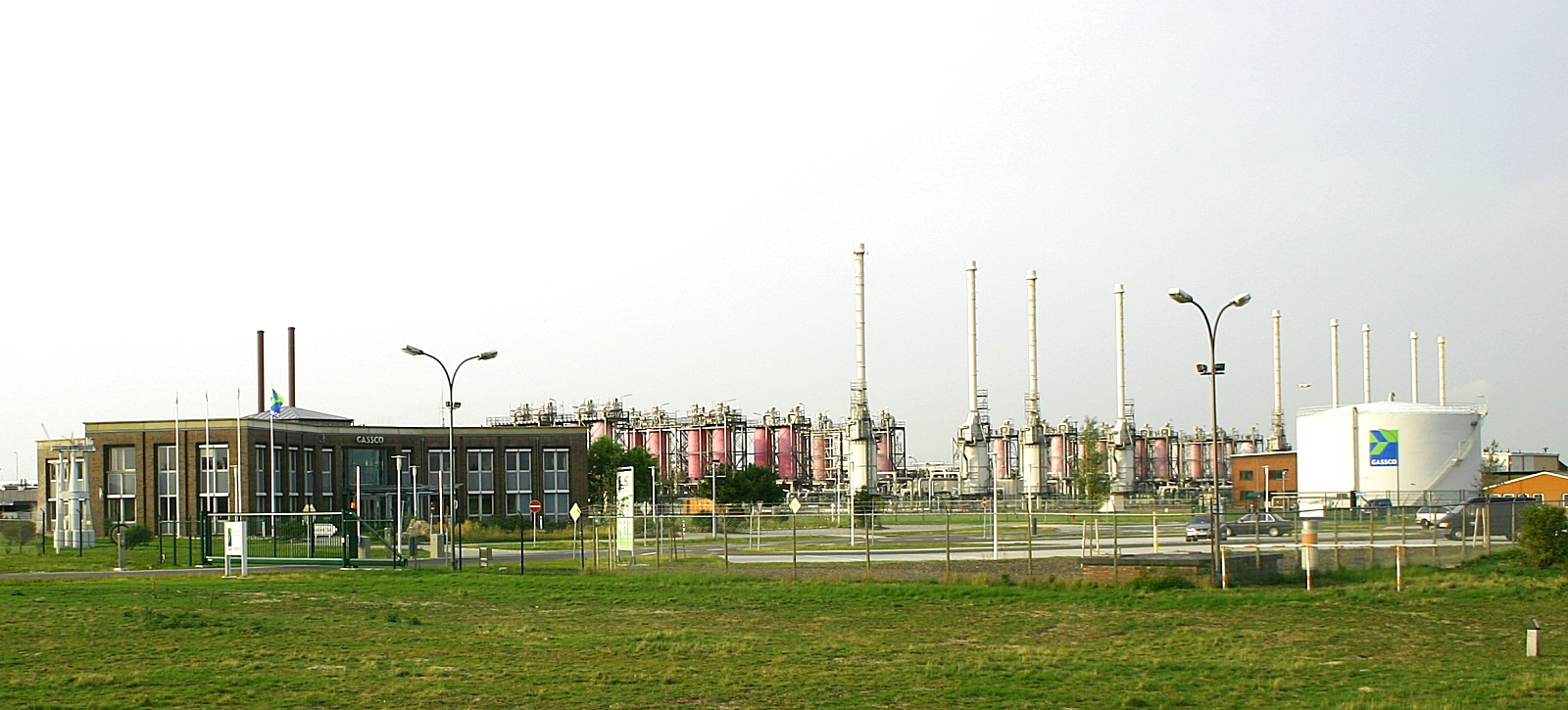
Gasanlandestation, betrieben von Gassco

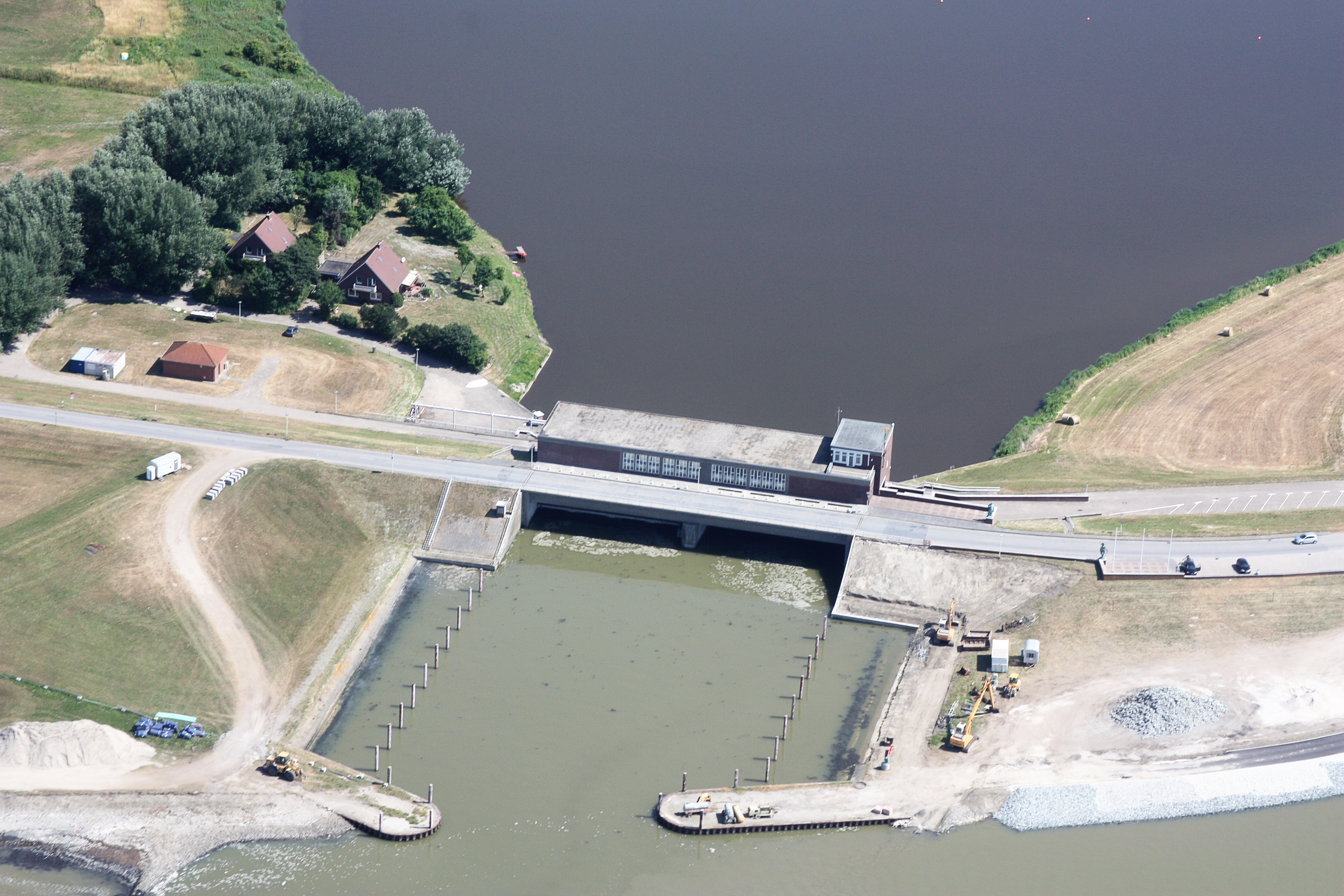
Siel- und Schöpfwerk Knock

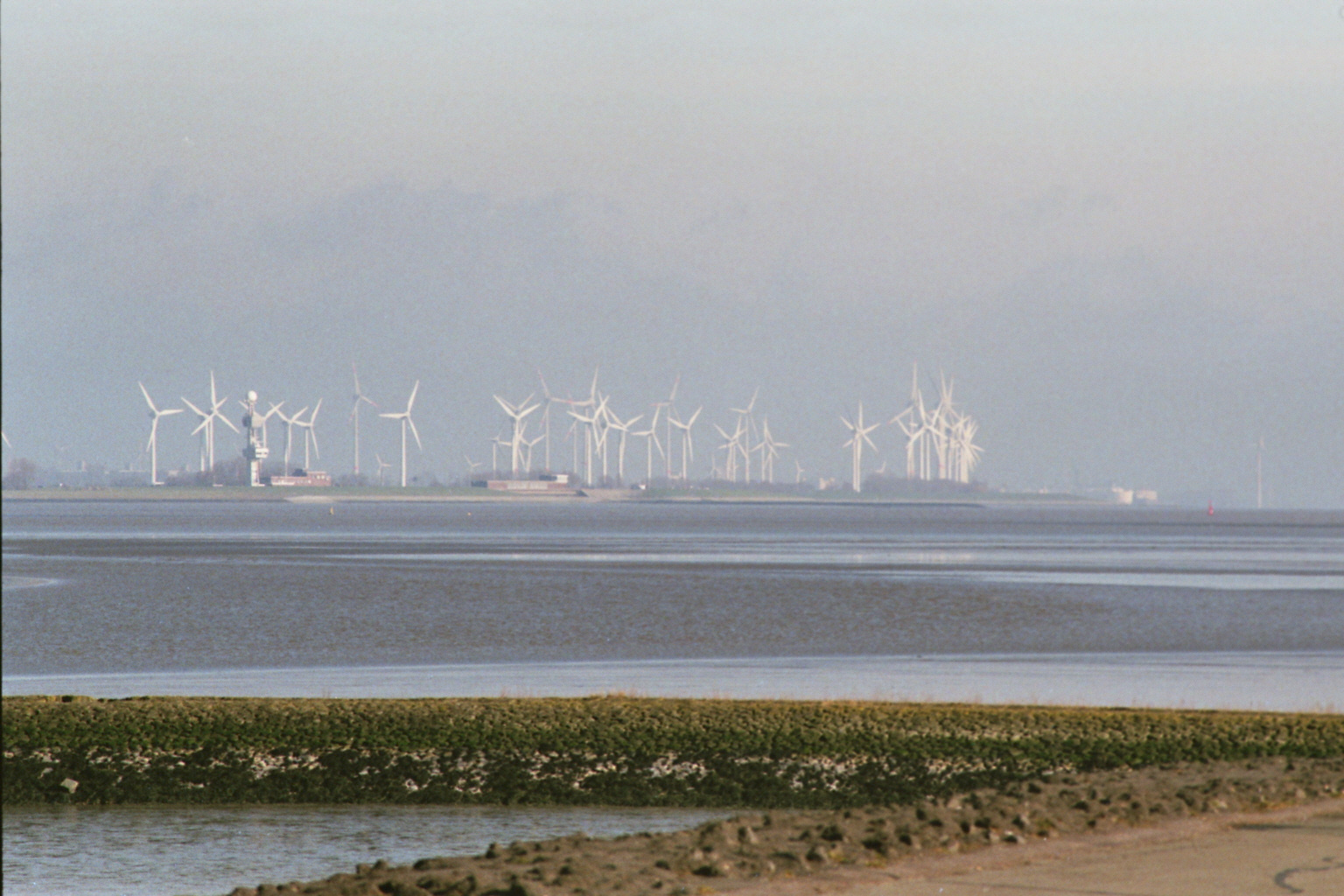
Knock von Delfzijl aus gesehen

Knock ist der Name der südwestlichsten Landecke der historischen Landschaft Krummhörn in Ostfriesland, knapp fünfzehn Kilometer westlich des Stadtkerns der Seehafenstadt Emden. Verwaltungsmäßig gehört der Landstrich zur Stadt Emden und darin zum Stadtteil Wybelsum. „An der Knock“ – wie stets gesagt wird – befinden sich das Siel und Schöpfwerk Knock am großen Mahlbusen sowie ein moderner Radar- und Leuchtturm, daneben auch ein Campingplatz und der als Wassersportrevier genutzte Mahlbusen des Knockster Tiefs.

## Geschichte
Südlich der heutigen Landspitze „Knock“ lag bis etwa 1600 der namensgebende alte Siel- und Fährort Knock, der nach Sturmfluten ausgedeicht wurde und im heutigen Emslauf versunken ist. Der Ursprung des Namens ist unklar. Er könnte sowohl vom Wort Knochen hergeleitet sein, oder aber auf das ostfriesisch-niederdeutsche Wort knokke oder knok für ein Flachsbündel zurückgehen.
Die Knock wird 1286 zum ersten Mal als Knocka erwähnt, zusammen mit Oterdum jenseits der Ems. Die Fähre, erwähnt seit 1467, verband den legendären Radbodsweg, der in Aurich begann, mit dem sogenannten Stadsweg, der von Oterdum nach Groningen lief. Sie wurde mutmaßlich vor allem für Ochsentransporte nach Groningen gebraucht. Der Ort gehörte zum Kirchspiel Betteweer.
Es handelte sich angeblich um einen Sielhafen mit einem Wirtshaus. 1464 fanden hier die Verhandlungen zwischen einem Abgesandten von Ulrich I. und einem Bevollmächtigten der Hanse statt. Ein Warf auf der Knock, wohl die Schenke, wurde 1498 an das Kloster Termunten jenseits der Ems verkauft. Die Reede von Knocksterhorn wurde 1545 von elf Kauffahrteischiffen benutzt. Über das Knockster Sieltief und Larrelter Tief konnte man Emden erreichen. Das Alte Maar verband das Siel mit Rysum. Zweimal (1583 und 1602) wollte man das Siel mit einer Schanze versehen; diese Pläne sind jedoch nicht ausgeführt worden. Der sogenannte alte Siel, der nach Zerstörung des ursprünglichen Dorfes Betteweer I um 1600 gebaut wurde, hat man 1635 durch ein neues Schifffahrtssiel ersetzt, das wiederum in der Weihnachtsflut von 1717 zerstört wurde. Das Nachfolgesiel aus 1720 war nicht mehr für Schiffspassagen geeignet. Die Fähre nach Oterdum wurde um 1740 eingestellt. Das neue Dorf Betteweer II wurde 1720 ebenfalls ausgedeicht und abgerissen; die Gemarkung wurde größtenteils zu Wybelsum gezogen.
Die besondere Lage am Schifffahrtsweg von der Nordsee nach Emden führte dazu, dass 1859 an der Knock an einer hervorspringenden Ecke des Deichs (heute steht an dieser Stelle zur Erinnerung eine Bake mit einer Raute) von der Seezeichenverwaltung ein sechs Meter hohes hölzernes Gestell mit einer Rüböllampe und einem kleinen Fresnelschen Linsenapparat aufgestellt wurde. Neben dem Borkumer Leuchtturm war dieses Gestell das zweite Leuchtfeuer an der Ems. Diese „Laterne an der Knock“ wurde durch einen Wärter gewartet.
Das alte hölzerne Gestell wurde 1888 durch einen kleinen eisernen Leuchtturm ersetzt. Der kleine Turm erhielt zunächst ein Petroleumlicht und ab 1924 ein Gaslicht. 1952 wurde er an das Stromnetz angeschlossen und 1961 um einige hundert Meter weiter nach Westen versetzt.
Unmittelbar westlich des Siels und Schöpfwerks Knock von 1966 errichtete das Wasser- und Schifffahrtsamt Emden 1970–1972 den weit sichtbaren Radarturm Knock und anschließend die Verkehrszentrale Ems. Das Siel und Schöpfwerk wird vom 1. Entwässerungsverband Emden mit Sitz in Pewsum betrieben und ist für die Entwässerung weiter Teile Emdens und der Gebiete nördlich von Emden zuständig. Der Verband ist für zirka 49.000 Hektar Fläche zuständig, von denen zwischen 10.000 und 12.000 Hektar unter Normalhöhennull liegen. Die vier Pumpen des Schöpfwerks erreichen einen Durchfluss von insgesamt 50 m³/s bei 2,85 m Pegeldifferenz (70 m³ ohne Pegeldifferenz). Soweit möglich wird das Wasser jedoch energiesparend bei Niedrigwasser durch die beiden Sielklappen abgelassen.

## Wirtschaft und Infrastruktur
Im Norden der Knock liegt das Gebiet des Rysumer Nackens. Hier befindet sich eine Erdgasanlandestation und -reinigungsanlage, die vom norwegischen Unternehmen Gassco AS Germany betrieben wird. In den Anlagen wird Erdgas aus norwegischen Feldern angelandet und verarbeitet. Auf dem Rysumer Nacken gibt es eine neue Landemole (Port Knock) vor allem für die Offshore-Windindustrie.
Am 26. Januar 2009 begannen Bauarbeiten für einen 25 Meter unter der Ems verlaufenden Tunnel bis ins niederländische Borgsweer am anderen Flussufer. Im Tunnel wurde eine Röhre verlegt, die die Erdgas-Anlandestation an der Knock mit dem niederländischen Gasnetz des Versorgers Gasunie verbindet. Der Tunnel mit einer Länge von gut vier Kilometern bei einem Durchmesser von drei Metern wurde nach der Verlegung der Gasleitung wieder verfüllt. Die Leitung wurde im Oktober 2010 in Betrieb genommen und verbindet die norwegischen Nordsee-Erdgasfelder mit dem niederländischen Gasnetz. 
Zwischen der Erdgasanlage und dem Tunnel liegt der Windpark Rysumer Nacken. 
Direkt auf dem Deich an der Ems steht ein Restaurant. Am Deichfuß ragt eine breite Landemole in die Ems. Sie wurde in den 1960er Jahren aus strategischen Gründen angelegt und dient heute der Reederei AG Ems als Anlegestelle. Die DGzRS legt dort an, wenn sie Patienten von den Inseln zur Weiterbehandlung im Emder Klinikum bringt.
Das AG-Ems-Tochterunternehmen EMS Maritime Offshore GmbH (EMO) stellte in den Jahren 2018 und 2019 den Port Knock am Rysumer Nacken dem Windenergieanlagen-Hersteller MHI Vestas zur Inbetriebnahme der 54 Anlagen im OWP Borkum Riffgrund 2 als Service-Station zur Verfügung.